# Compsophorus madagassus
Compsophorus madagassus là một loài tò vò trong họ Ichneumonidae.